# Donje Štiplje
Donje Štiplje (cyr. Доње Штипље) – wieś w Serbii, w okręgu pomorawskim, w mieście Jagodina. W 2011 roku liczyła 202 mieszkańców.